# Rue de la Madone (Paris)
La rue de la Madone est une voie du 18e arrondissement de Paris, en France.

## Situation et accès
La rue de la Madone est une voie publique située dans le 18e arrondissement de Paris, dans le quartier de la Chapelle. Elle débute au 11, rue de l'Évangile et se termine au 13-19, rue des Roses, en longeant le square du même nom. Elle présente la particularité de se dédoubler de part et d'autre du square du même nom.

## Origine du nom
Cette voie doit son nom à une statue de la Vierge Marie. L'origine de cette statue remonte à l'année 1340, où l'épidémie de peste noire décima le quartier de La Chapelle. Des habitants, épargnés, firent le vœu de placer une statue de la Vierge sur le chemin qui reliant les villages avoisinants.
La statue actuelle, d'une taille inusitée à Paris, date du XVIIIe. Elle représente une Vierge-Mère aux côtés de laquelle l'Enfant-Jésus tient un globe dans sa main droite.
Elle se trouvait, au moins jusqu'en 1934, dans une alcôve protégée par une grille et un toit conique et placée à l'angle de cette rue et de la rue des Roses,,. La façade à laquelle cette statue était accrochée était celle d'une maison de l'époque Louis XIII, au 13, rue des Roses, et qui s'appelait « Maison du peuple de La Chapelle ». Au-dessous de cette niche se voyaient encore les lettres de cote: O Q, de l’opération du bornage des faubourgs, de 1724-1726-1728, cote qui avait alors été donnée à la ruelle Notre-Dame.
La statue est maintenant scellée au mur d'un immeuble situé à l'angle du côté impair (ouest) de la rue.  Elle a été restaurée en 2001.

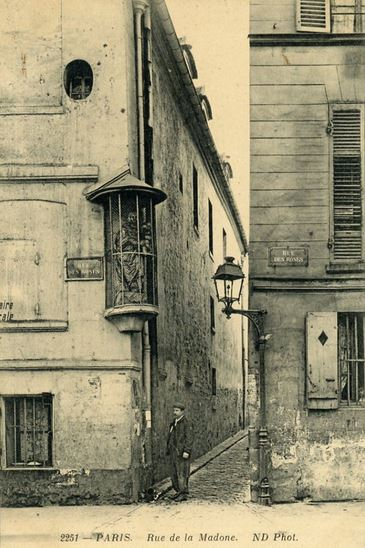
La statue de la Madone avant son déplacement.
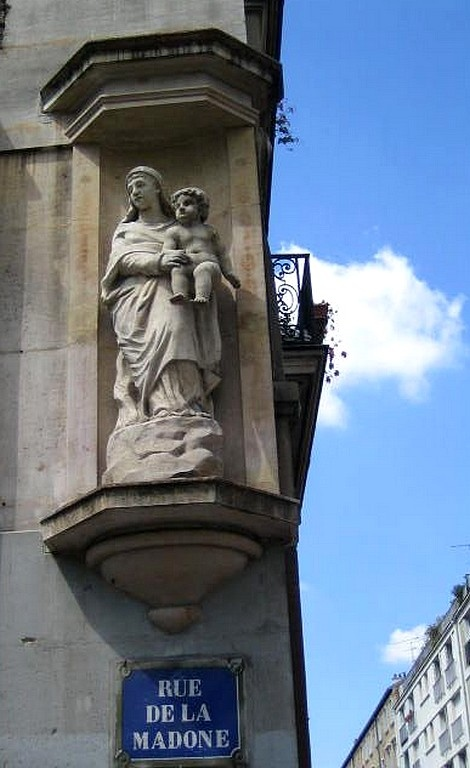
La statue en 2007.
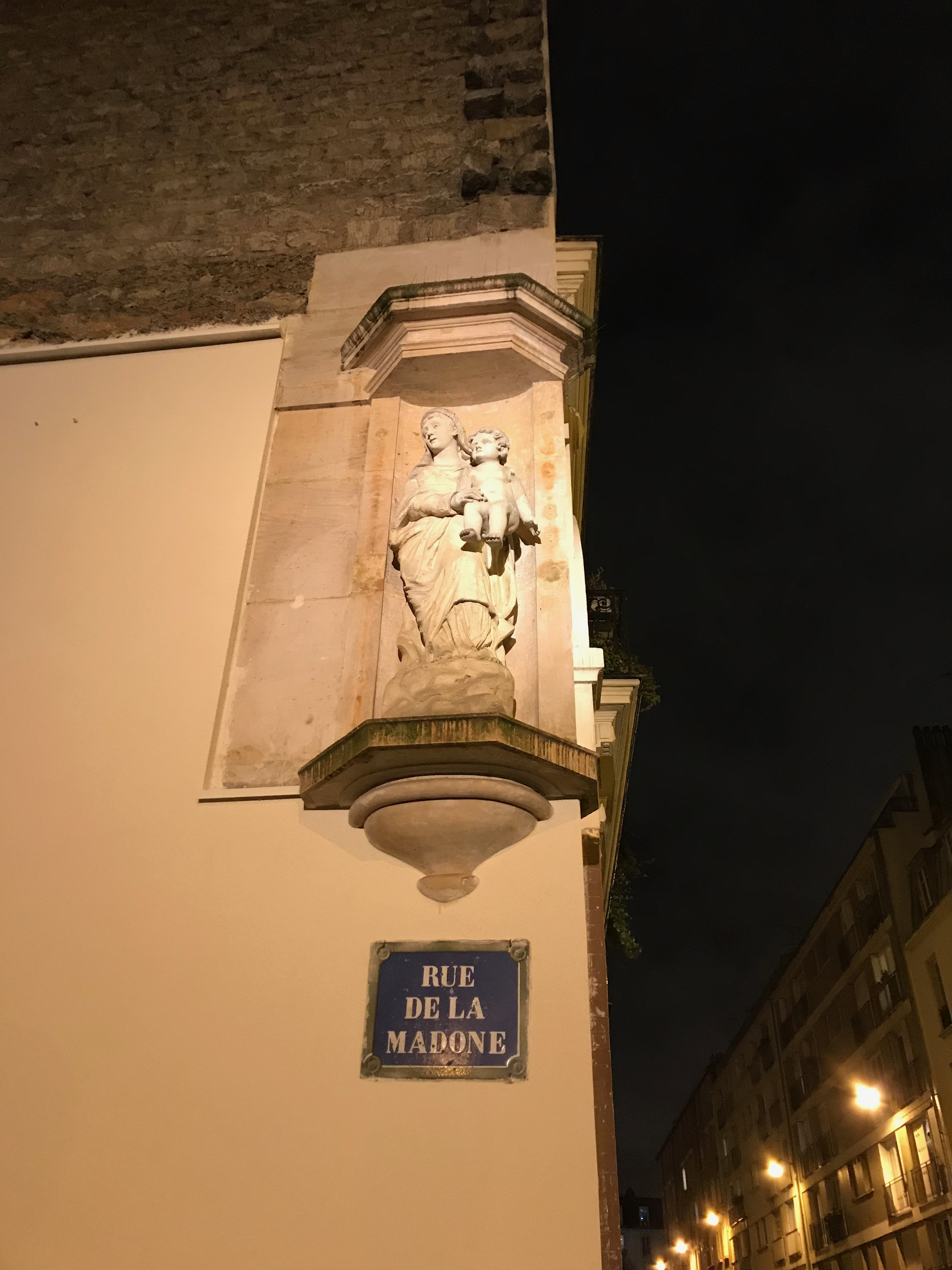
La statue en 2018 après sa restauration.

## Historique

### L'ancienne rue de la Madonne
Cette voie de l'ancienne commune de la Chapelle, s'appelait « ruelle Notre-Dame » en 1704 et figure sur le plan de Roussel de 1730 (1730). 
Devenue « rue de la Vierge » en 1834, elle est classée dans la voirie parisienne par un décret du 23 mai 1863 avant de recevoir son nom actuel par un arrêté du 26 février 1867.
Sur le cadastre du début du XIXe siècle, il s'agit d'une ruelle très peu large. Sur le plan cadastral de la fin du XIXe siècle, la ruelle a été élargie en son centre. Elle partait des nos 28 et 30 rue Marc-Seguin (au croisement de cette rue avec la rue de l'Évangile) et finissait aux nos 13 et 15 rue des Roses. 

### L'actuelle rue de la Madonne
En 1927, le conseil municipal décide d'étudier « une opération de voirie consistant dans l'élargissement de la rue de la Madone et la création d'un plateau planté le long de cette voie, suivant un tracé qui permette de former une communication aussi directe que possible entre la place de Torcy et le rond-point de La Chapelle par la rue Jean-Cottin ». L'opération est réalisée en 1937.
Du fait de cet élargissement, la rue commence désormais au no 11 rue de l'Évangile et au no 32 rue Marc-Séguin au sud, pour finir au no 13 et au no 19 rue des Roses au nord.

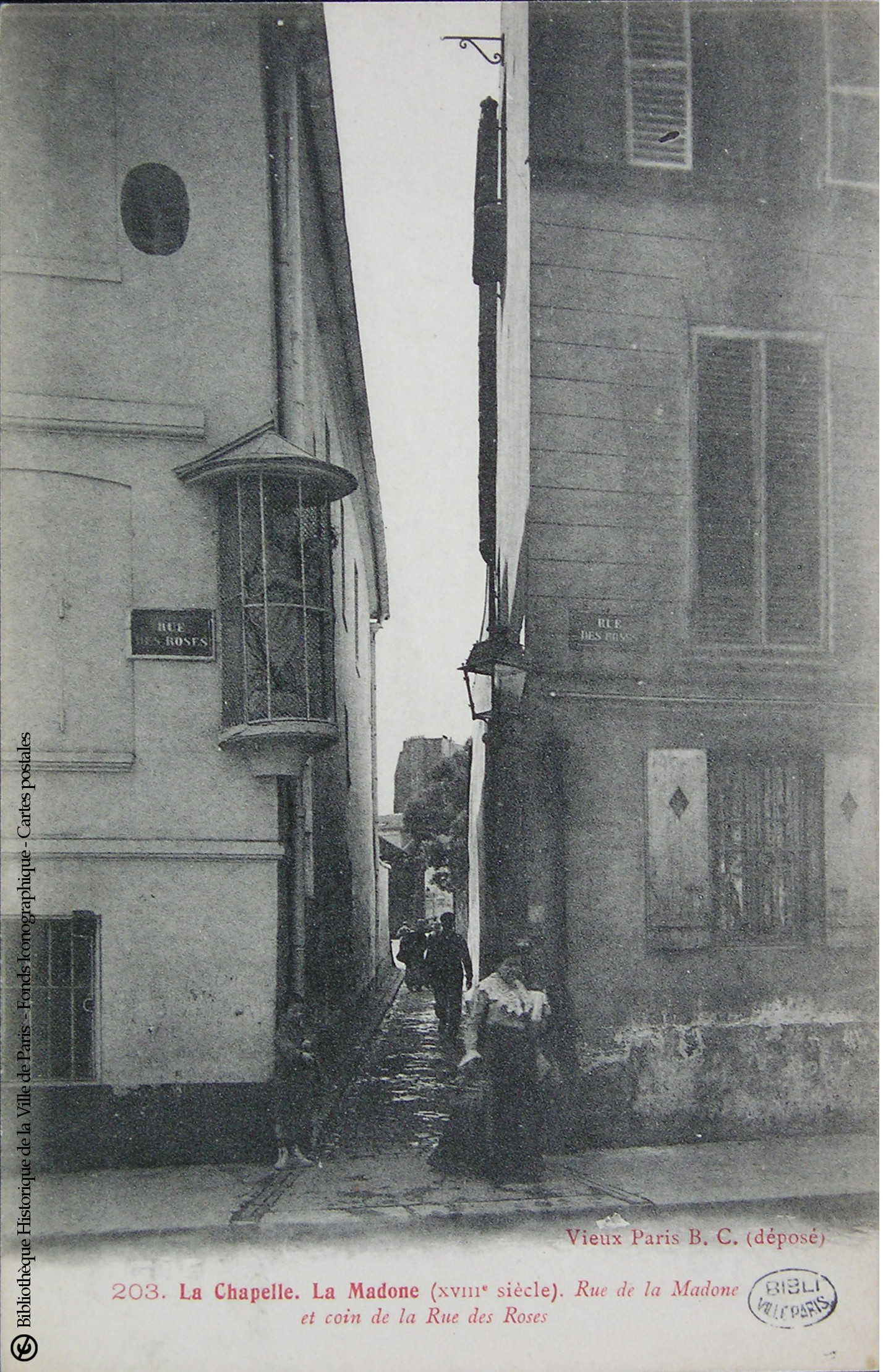
Le débouché de la ruelle sur la rue des Roses avant son élargissement.
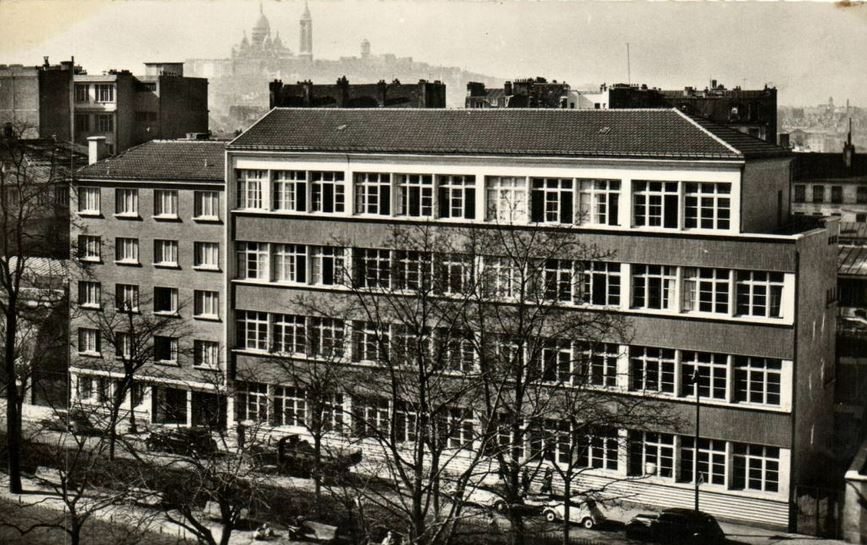
La nouveau côté ouest de la rue après son élargissement.
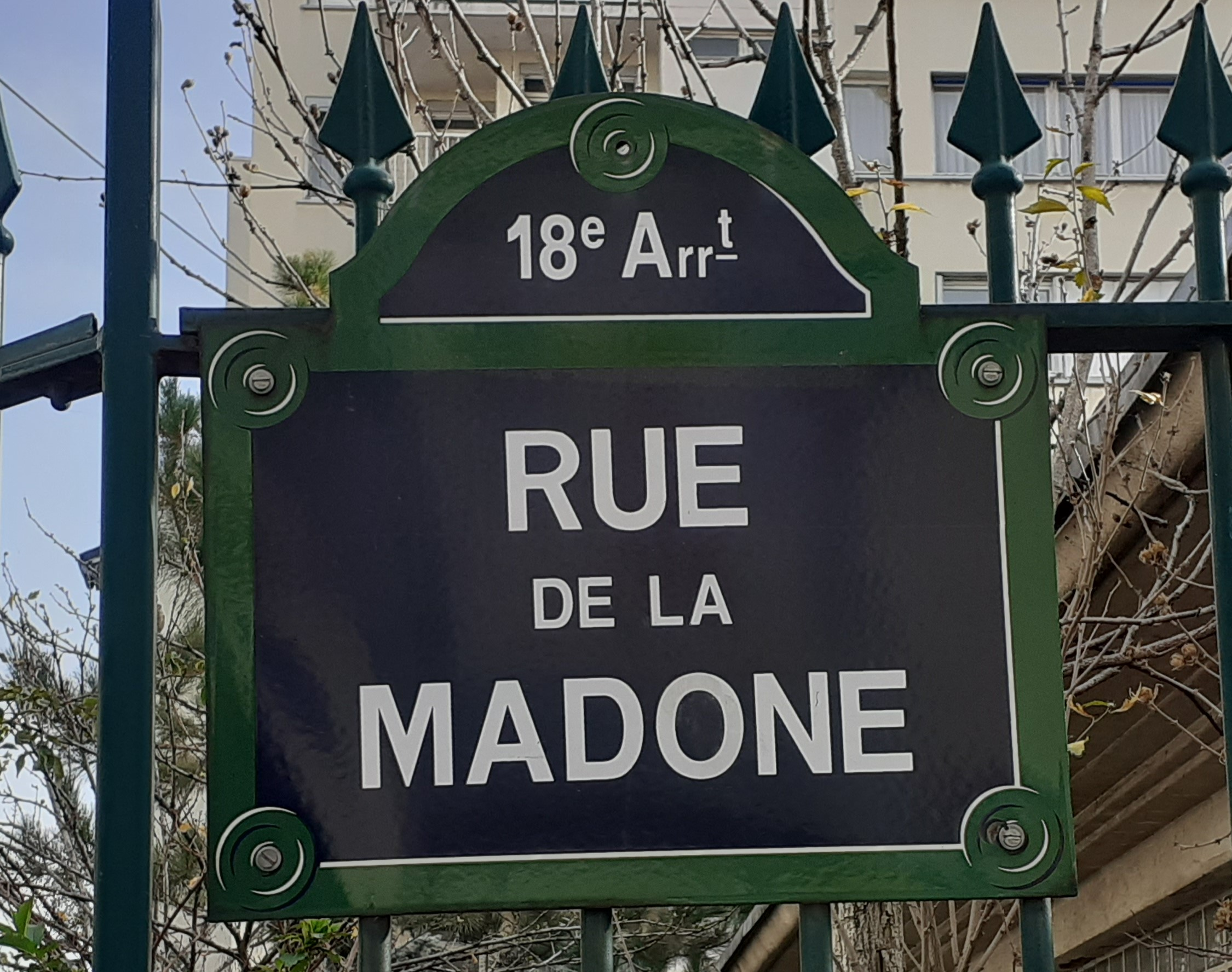
Plaque de rue.

## Bâtiments remarquables et lieux de mémoire
- Dans sa chanson Le Gaz, Jacques Brel immortalise une « rue de la Madone » dont rien cependant ne permet d'affirmer qu'il s'agit bien d'une rue de Paris, même si on peut présumer que ce soit effectivement le cas : « Tu habites rue de la Madone, une maison qui se déhanche […]. »[réf. nécessaire] et d'autre part le personnage concerné, dit la chanson, a rapporté du porto de la Porte des Lilas.
- Le lycée Charles-de-Foucauld (groupe scolaire privé confessionnel La Madone) est situé au 5, rue de la Madone, depuis 1986. Il prend la place du collège La Madone. L'origine de l'établissement remonte à la moitié du XIXe siècle[11].